# Segovia (kommun)
Segovia är en kommun i Colombia.   Den ligger i departementet Antioquía, i den norra delen av landet, 300 km norr om huvudstaden Bogotá. Antalet invånare är 35 071. Arean är 1 231 kvadratkilometer.
Terrängen i Segovia är huvudsakligen kuperad, men åt sydväst är den bergig.